# بشت ملة سنغر (مقاطعة دلفان)
بشت ملة سنغر (بالفارسية: پشت مله سنگر) هي قرية تقع في قسم ايتيوند الجنوبي الريفي (مقاطعة دلفان) في إيران. يقدر عدد سكانها بـ 21 نسمة بحسب إحصاء 2016.